# Nukekubi

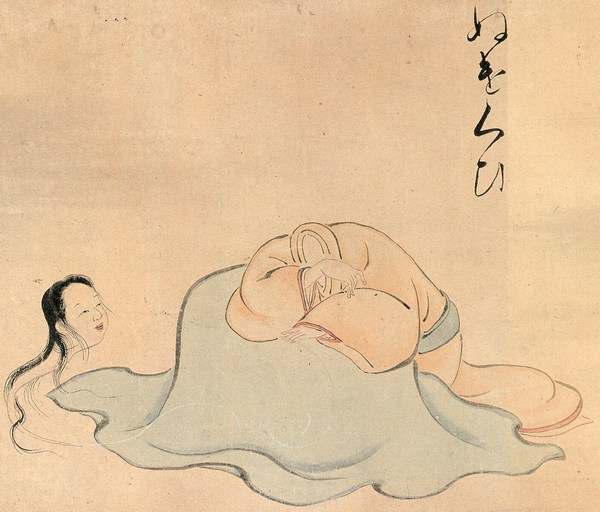
Ein Nukekubi, wie er im Bakemono-Zukushi Yumoto-C-hon (化け物づくし 湯本C本) zu sehen ist.

Ein Nukekubi (jap. 抜け首; zu dt. „Verschwinde-Hals“) ist ein fiktives Wesen des japanischen Volksglaubens. Er ist ein Yōkai und gilt als bösartig. Nukekubi werden sehr oft mit dem ihnen ähnlichen Rokurokubi verwechselt.

## Beschreibung
Nukekubi sollen tagsüber wie gewöhnliche Menschen aussehen. Sie geben sich bevorzugt als attraktive Frauen aus, um in der Menschenmenge nicht aufzufallen. Sie verraten sich jedoch durch merkwürdige, rote Male um den Hals und Nacken, die sie durch Schals und hohe Kragen zu verstecken suchen. In der Nacht legt sich ihr Körper zur Ruhe, während der Kopf beginnt, ein Eigenleben zu führen: Während der Körper ruht, löst sich der Kopf gänzlich vom Rumpf und schwebt behände umher, auf der Suche nach schlafenden oder unachtsamen Opfern. Ist ein Opfer gefunden, stößt der Kopf einen schrillen Schrei aus, der das Opfer in eine Schreckstarre versetzt, dann beißt der Nukekubi zu und saugt Blut. Im Gegensatz zum Rokurokubi weist der Nukekubi eine besondere Schwäche auf: Wenn man es schafft, den zum losgelösten Kopf gehörenden Körper zu verstecken, findet der Nukekubi nicht mehr zurück und stirbt bei Tagesanbruch.

## Folklore
Eine bekannte Legende stammt aus der Edo-Zeit und erzählt von einem Priester, der in seiner Jugend als Samurai ausgebildet worden war. Während einer Wanderung durch einen tiefen Wald verläuft sich der Priester und trifft auf einen wohlhabenden Holzfäller, der ihm anbietet, die Nacht mit seiner Großfamilie in seinem Haus zu verbringen. Dankbar nimmt der Priester an und in der Nacht betet er für die Familie. Nach dem Gebet will der Priester einen kleinen Spaziergang hinter dem Anwesen machen, als er im Tatami-Zimmer die kopflosen Leichen der Familienmitglieder entdeckt. Offenbar sind die Gastgeber schon länger tot, obwohl sie ihn am Abend zuvor noch gegrüßt hatten. Während der Mann die Leichname untersucht, entdeckt er an ihren Halsansätzen verdächtige, rote Male und dem Priester kommt ein schrecklicher Verdacht. Als er Stimmen hört, schleicht er in den Garten und sieht die Köpfe der Familienmitglieder, wie sie, in der Luft schwebend und laut zankend, den Mord an dem Priester planen. Da entdeckt der Kopf des Holzfällers den Priester und die restlichen Köpfe greifen den Priester an. Dank seiner Samurai-Künste kann der Priester alle Köpfe zerstören, bis auf jenen des Holzfällers. Dieser versucht, seinen Körper zu erreichen, doch der Priester blockt ihn mit einer Schwertklinge ab. Weil der Priester den Körper des Holzfällers zuvor wohlweislich versteckt hatte, stirbt der Holzfäller schließlich und der Fluch über das Anwesen ist gebrochen.

## Hintergrund
Die genaue Etymologie des Namens Nukekubi ist nicht überliefert. Sehr wahrscheinlich geht das erste Teilwort, Nuke, auf das japanische 抜け zurück, was „vermisst“, „unauffindbar“ und/oder „verschwunden“ bedeutet. Alternativ kann auch das japanische Wort nukeru angenommen werden, das übersetzt „fortschlüpfen“, „davonschleichen“ und/oder „(sich) davonstehlen“ bedeutet. Bereits der Japanologe, Schriftsteller und Reisende Lafcadio Hearn weist auf die vielen Deutungsmöglichkeiten hin und argwöhnt, dass es sich um ein Wort chinesischer Herkunft handeln könnte. Das zweite Teilwort im Namen des Yōkai, kubi, bedeutet schlicht „Hals“, „Nacken“ und/oder (seltener) „Genick“.
Hintergrund des Glaubens an Rokurokubi und Nukekubi ist sehr wahrscheinlich das Phänomen des Schlafwandelns. Menschen, die mitten in der Nacht tief schlafend und in Trance wie ganz normale Menschen ihr Bett verlassen und Alltagstätigkeiten verrichten, ließen abergläubische Menschen annehmen, der Betroffene sei besessen oder in Wirklichkeit ein verkleideter Yōkai.
Legenden um vorgebliche Begegnungen mit Nukekubi und Rokurokubi sind schon früh überliefert und noch heute populär. Schon Lafcadio Hearn sammelte um 1950 Legenden und Sagen um Nukekubi und Rokurokubi. Bereits Hearn machte darauf aufmerksam, wie schwierig es sei, beide Wesen mythologisch voneinander zu trennen. Moderne Gelehrte wiederum machen auf Beschreibungen in Hearns Berichten aufmerksam, die darauf schließen lassen, dass Lafcadio Hearn eher von Nukekubi, als von Rokurokubi berichtet.

## Nukekubi-ähnliche Wesen in anderen Kulturen
Vampir-ähnliche Wesen, die ihre Hälse recken oder ihre Köpfe lösen können, sind auch in anderen, asiatischen Kulturen bekannt. In Malaysia beispielsweise soll ein Wesen namens Penanggalan (zu dt. „sich [von etwas] loslösen“, sinnbildl. „der Kopflose“) hausen, das während der Nacht seinen Kopf auf Reisen schickt, um schlafende Menschen anzufallen. Der malaiischen Folklore zufolge war der Penanggalan dereinst eine wunderschöne Hexe, die während eines Bades von einem Mann überrascht wurde. Sie soll vor Schreck ihren Kopf so schnell herumgedreht haben, dass er regelrecht abriss. Erbost jagte der Kopf dem Mann nach und zerfleischte ihn (nach anderen Versionen zerrte der Kopf den Mann ins Wasser und ertränkte ihn).